# Vriesea drewii
Vriesea drewii är en gräsväxtart som beskrevs av Lyman Bradford Smith. Vriesea drewii ingår i släktet Vriesea och familjen Bromeliaceae. Inga underarter finns listade i Catalogue of Life.